# Етталь
Етталь (нім. Ettal) — громада в Німеччині, розташована в землі Баварія. Підпорядковується адміністративному округу Верхня Баварія. Входить до складу району Гарміш-Партенкірхен. Складова частина об'єднання громад Унтераммергау.
Площа — 140,75 км2. Населення становить 734 ос. (станом на 31 грудня 2020).

## Галерея

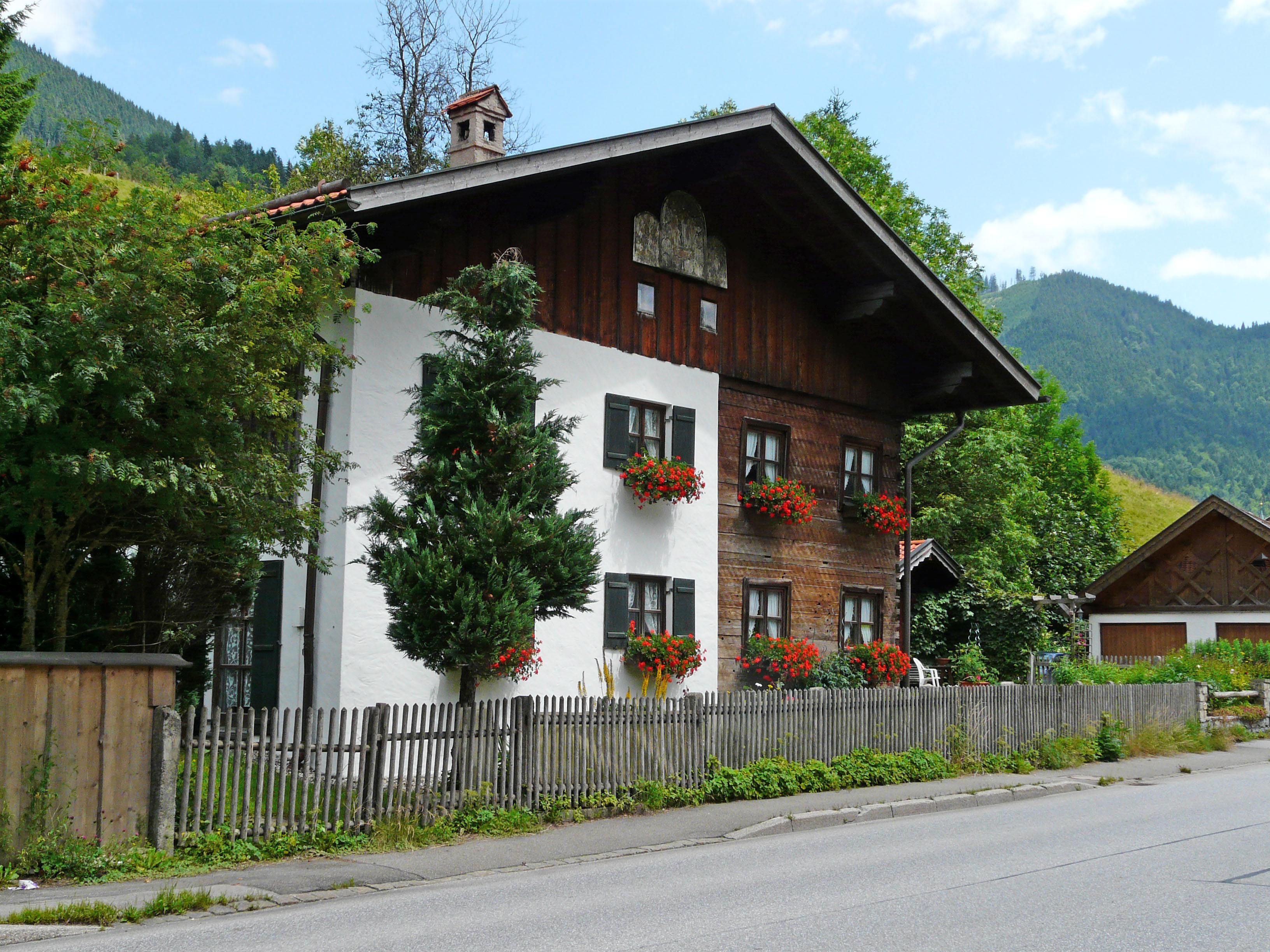

## Географія

### Адміністративний поділ
Громада складається з 5 районів:
- Етталь
- Грасванг
- Ліндергоф
- Діккельшвайг
- Рам

## Відомі люди
- Міхаель Пьоссінгер (1919—2003) — німецький спортсмен-бобслеїст. Учасник Другої світової війни, майор вермахту.